# Mödlinger EC
Le Mödlinger EC est un club autrichien de hockey sur glace qui était basé à Mödling.

## Histoire
En octobre 1928, à sa création, il devient membre de la Fédération d'Autriche de hockey sur glace. La Kunsteisbahn Mödling ouvre ses portes en novembre 1928 et possède une tribune publique pour 3 000 spectateurs. Le club dispose de bonnes possibilités d’entraînement et de jeu, contrairement aux clubs dotés de patinoires naturelles. Géographiquement, Mödling appartient à la Basse-Autriche ; en raison de sa proximité avec Vienne, le MEC est assigné par la Fédération dans le championnat de Vienne.
Dans la saison 1928-1929, le MEC est dans le groupe B de la 2. Klasse et se classe troisième. La saison suivante, il est le premier du même groupe et entre dans la saison 1930-1931 dans le groupe A de la 1. Klasse et atteint la 3e place.
Dans une nouvelle forme de championnat en deux poules entre les clubs de Vienne d'un côté et ceux de province de l'autre puis les meilleures équipes dans une poule finale, Mödling joue dans le championnat de Vienne. Après la 3e place dans le groupe B de 1. Klasse à la fin de la saison 1931-1932, la saison suivante il parvient à éviter la relégation en étant supérieur au Vienne AC. En 1934, en 1935 et en 1936, il est de nouveau quatrième et parvient à se maintenir. En 1937, il est troisième. À la fin de la saison 1937-1938, le Mödlinger Eislauf Club est premier dans la 1. Klasse du championnat de Vienne et est promu en Liga.
Après l'Anschluss, le MEC fait partie pendant la saison 1938-1939 d'un championnat de niveau mineur du groupe Sud-est qui regroupe Vienne, Niederdonau et Styrie.
En 1930, Mödling remporte la coupe du Pokalturnier puis est en 1932 finaliste face au Vienne EV de la Schlesinger Cup mais gagne le tournoi de la Anninger-Rodelverein.